# Carl Heinz Brieskorn
Carl Heinz Brieskorn (* 10. November 1913 in Königsberg (Preußen); † 22. Juni 2000) war ein deutscher Pharmazeut und Lebensmittelchemiker.

## Leben
Carl Heinz Brieskorn studierte Pharmazie und Lebensmittelchemie an der Universität Königsberg und LMU München. 1941 wurde er in München zum Dr. rer. nat. promoviert. 1944 habilitierte er sich an der Universität Straßburg. Von 1945 bis 1947 war er an der Staatlichen Chemischen Untersuchungs-Anstalt München tätig.
Brieskorn lehrte von 1948 bis 1951 als Privatdozent an der LMU München. Von 1952 bis 1955 hatte er die Professur für galenische Pharmazie an der Universität Istanbul inne, zudem war er Leiter der Abteilung für pharmazeutische Technologie.
1955 wurde er außerplanmäßiger Professor an der Westfälischen Wilhelms-Universität Münster. 1958 wurde er Nachfolger von Harry Auterhoff und außerplanmäßiger Professor bei Walter Hückel am Pharmazeutisch-chemischen Institut der Eberhard Karls Universität Tübingen.
1959 erhielt er einen Ruf als Ordinarius für Pharmazie und Lebensmittelchemie an die Julius-Maximilians-Universität Würzburg, deren Dekan er war. Am 1. April 1982 wurde er emeritiert; sein Nachfolger in Würzburg wurde Siegfried Ebel.
Carl Heinz Brieskorn war Präsident der Würzburger Pharmazeutischen Gesellschaft (1960–1962; 1971–1973) und der Würzburger Chemischen Gesellschaft. Er war unter anderem Mitglied der St.-Albertus-Magnus-Apothekergilde, des Bundes katholischer Apotheker, der American Chemical Society, der Deutschen Pharmazeutischen Gesellschaft und der Deutschen Gesellschaft für Arzneipflanzenforschung.

## Wirken
Hauptlehr- und Forschungsgebiete waren Pflanzeninhaltsstoffe, Triterpene, Sterine sowie Oleoresine. Zudem befasste er sich mit ethischen Fragen und Problemen der modernen Naturwissenschaften sowie mit botanisch-pharmaziehistorischen Themen.
Carl Heinz Brieskorn engagierte sich für zahlreiche Sozialprojekte im Heiligen Land. 1975 wurde er vom Kardinal-Großmeister Maximilien Kardinal de Fuerstenberg zum Ritter des Ritterordens vom Heiligen Grab zu Jerusalem ernannt und am 6. Dezember 1975 in Essen durch Franz Hengsbach, Großprior der deutschen Statthalterei, in den Orden investiert. Zuletzt war er Großoffizier des Päpstlichen Laienordens. Er war 1976 Mitbegründer der Komturei Würzburg des Ritterordens.

## Ehrungen
- Ritter vom Heiligen Grab (1975; Rangerhöhungen zum Offizier und Großoffizier)
- Bundesverdienstkreuz am Bande des Verdienstordens der Bundesrepublik Deutschland (1984)[6]